# Murieta (film)
Pour plus de détails, voir Fiche technique et Distribution.
Murieta (Joaquín Murrieta) est un film espagnol réalisé par George Sherman, sorti en 1965. Il s'agit d'un film biographique sur Joaquin Murietta.

## Fiche technique
- Titre original : Joaquín Murrieta
- Titre français : Murieta
- Réalisation : George Sherman
- Scénario : James O'Hanlon
- Photographie : Miguel Fernández Mila
- Musique : Antonio Pérez Olea
- Pays de production : Espagne
- Format : 1,85:1 - Mono
- Genre : biographie
- Durée : 107 minutes
- Date de sortie : 1965
- Affiche : Raymond Elseviers (Belgique)

## Distribution
- Jeffrey Hunter : Joaquin Murietta
- Diana Lorys : Kate
- Arthur Kennedy : Capitaine Love
- Roberto Camardiel : García 'Jack Tres Dedos'
- Sara Lezana (en) : Rosita Murrieta
- Mike Brendel : Buck Winters
- Frank Braña : Pistolero
- Sancho Gracia : Bandit